# رادرفوردیم-۲۶۷
رادرفوردیم-۲۶۷ یکی از ایزوتوپ‌های رادرفوردیم است که نیمه‌عمری معادل ۱٫۳ ساعت دارد و با شکافت خود به خودی تجزیه می‌شود. این ایزوتوپ پایدارترین ایزوتوپ شناخته شده رادرفوردیم است که خود برای اولین بار در سال ۲۰۰۴ در زنجیرهٔ واپاشی دارمشتادیم مشاهده شد.
این ایزوتوپ با واپاشی آلفا تجزیه می‌شود ولی همچنان محصول واپاشی آن مشخص نیست. در این زنجیرهٔ واپاشی دارمشتادیم به هاسیم-۲۷۵ تجزیه شده؛ سپس هاسیم تولید شده نیز با واپاشی آلفا، به سیبورگیم-۲۷۱ تجزیه می‌شود. بعد از تقریباً ۲ دقیقه ایزوتوپ سیبورگیم نیز تجزیه شد، و رادرفوردیم-۲۶۷ نیز مشاهده می‌شود.
رادرفوردیم-۲۶۷ در مقایسه با دیگر ایزوتوپ‌های رادرفوردیم یکی از سنگین‌ترین ایزوتوپ‌ها و پایدارترین آنها نیز هست؛ به همین دلیل بیشتر تحقیقاتی که بر روی رادرفوردیم صورت می‌گیرد، با استفاده از همین ایزوتوپ است. این ایزوتوپ از نزدیک‌ترین ایزوتوپ‌ها به جزیرهٔ پایداری است و همین می‌تواند از مهم‌ترین دلایل نیمه‌عمر بالای آن باشد. این نیمه‌عمر می‌تواند بزرگترین دلیل برای استفاده از این ایزوتوپ در صنعت و تحقیقات هسته‌ای باشد.

## سنتز و کشف
رادرفوردیم-۲۶۷ برای اولین بار در زنجیرهٔ فروپاشی دارمشتادیم-۲۷۹ در سال ۲۰۰۴ مشاهده شد:
{\displaystyle \mathrm {^{279}_{110}Ds+\alpha \rightarrow _{108}^{275}Hs+\alpha \rightarrow _{106}^{271}Sg+\alpha \rightarrow _{104}^{267}Rf^{*}+\alpha } }
رادرفوردیم-۲۶۷ تولیدشده در آزمایش، تحت شکافت خود به خود با نیمه‌عمری حدود ۱٫۳ ساعت تجزیه شد که این ایزوتوپ را به پایدارترین ایزوتوپ رادرفوردیم تبدیل کرد. ایزوتوپ دارمشتادیمی که مورد بررسی واقع شد، بعد از تقریباً ۰٫۱۸ ثانیه به هاسیم-۲۷۵ تجزیه شد. این ایزوتوپ هاسیم، از ناپایدارترین ایزوتوپ‌های این عنصر بوده که طی زمانی کمتر از ۳۰۰ میلی ثانیه به سیبورگیم تجزیه شد. ایزوتوپ سیبورگیم هم بعد از دو دقیقه، با واپاشی آلفا تجزیه شد؛ که درنهایت محصول این واپاشی هسته‌ای، رادرفوردیم-۲۶۷ بود.

### راهنمای نشانه‌ها
| رنگ | پایداری نسبت به دیگر ایزوتوپ‌ها                         |
| --- | ------------------------------------------------------ |
|     | ایزوتوپ نسبتاً پایدار (نیمه عمر بیش از ۱ ساعت)          |
|     | ایزوتوپ نسبتاً ناپایدار (نیمه عمر بیش از ۱ دقیقه)       |
|     | ایزوتوپ ناپایدار (نیمه عمر بیش از ۱ ثانیه)             |
|     | ایزوتوپ به شدت ناپایدار (نیمه عمر بیش از ۱ میلی ثانیه) |

### مقایسه ویژگی ایزوتوپ‌های در زنجیرهٔ واپاشی
| ایزوتوپ | تعداد پروتون‌ها | تعداد نوترون‌ها | جرم اتم        | نیمه‌عمر        | نوع واپاشی | محصول واپاشی | اسپین هسته‌ای و پاریته | سال کشف | واکنش شیمیایی | منبع   |
| ------- | -------------- | -------------- | -------------- | -------------- | ---------- | ------------ | --------------------- | ------- | ------------- | ------ |
| ۲۷۹Ds   | ۱۱۰            | ۱۶۹            | ۲۷۹٫۱۶۰۱۰(۶۴)  | ۰٫۱۸ ثانیه     | (SF (۹۰٪   | (نامشخص)     | (نامشخص)              | ۲۰۰۲    | (۲۹۱Lv(—،۳α   | [ ۸ ]  |
| ۲۷۹Ds   | ۱۱۰            | ۱۶۹            | ۲۷۹٫۱۶۰۱۰(۶۴)  | ۰٫۱۸ ثانیه     | (α (۱۰٪    | ۲۷۵Hs        | (نامشخص)              | ۲۰۰۲    | (۲۹۱Lv(—،۳α   | [ ۸ ]  |
| ۲۷۵Hs   | ۱۰۸            | ۱۶۷            | ۲۷۵٫۱۴۶۶۷(۶۳)  | ۲۹۰ میلی ثانیه | α          | ۲۷۱Sg        | (نامشخص)              | ۲۰۰۳    | (۲۸۷Fl(—،۳α   | [ ۹ ]  |
| ۲۷۱Sg   | ۱۰۶            | ۱۶۵            | ۲۷۱٫۱۳۳۹۳(۶۳)  | ۲٫۴ دقیقه      | (α (۶۷٪    | ۲۶۷Rf        | ۳/۲+                  | ۲۰۰۳    | (۲۸۷Fl(—،۴α   | [ ۱۰ ] |
| ۲۷۱Sg   | ۱۰۶            | ۱۶۵            | ۲۷۱٫۱۳۳۹۳(۶۳)  | ۲٫۴ دقیقه      | (SF (۳۳٪   | (نامشخص)     | ۳/۲+                  | ۲۰۰۳    | (۲۸۷Fl(—،۴α   | [ ۱۰ ] |
| ۲۶۷Rf   | ۱۰۴            | ۱۶۳            | ۲۶۷٫۱۲۱۷۹(۶۲)؟ | ۱٫۳ ساعت       | SF         | (نامشخص)     | ۱۳٫۲−؟                | ۲۰۰۴    | (۲۷۱Sg(—، α   | [ ۱۱ ] |

## کاربردها
در بین تمامی ایزوتوپ‌های رادرفوردیم، شاید به علت نیمه عمر بالای خود نسبت به دیگر ایزوتوپ‌های رادرفوردیم، پرکاربردترین ایزوتوپ آن باشد؛ برخی از کاربردهای پیش‌بینی شدهٔ آن، استفاده در پزشکی هسته‌ای، استفاده به عنوان هدف بمباران نوترونی، استفاده از آن در تحقیقات هسته‌ای و… هستند؛ با وجود نیمه‌عمر آن که در مقایسه با دیگر ایزوتوپ‌های رادرفوردیم زیاد است، نمی‌توان کاربردهای تجاری خیلی زیادی برای آن متصور شد؛ ولی از دیگر کاربردهایی که برای ایزوتوپ پیش‌بینی شده می‌توان به استفاده در نیروگاه‌های هسته‌ای و سیکلوترون‌ها به‌عنوان هدف برای بمباران نوترونی برای کشف عناصر جدید استفاده کرد؛ یا حتیٰ در جنگ‌افزارهای هسته‌ای به‌عنوان ماده منفجره استفاده شود.

## پایداری

شبیه‌سازی سه‌بعدی مکان احتمالی جزیرهٔ پایداری

به‌طور کلی ایزوتوپ‌های سنگین‌تر رادرفوردیم، پایدارتر از ایزوتوپ‌های سبک آن هستند، و رادرفوردیم-۲۶۷ هم از سنگین‌ترین ایزوتوپ‌های رادرفوردیم است. نیمه‌عمر آن با اختلاف بسیار زیاد از رادرفوردیم-۲۶۳ —که پایدارترین ایزوتوپ بعد از آن است و نیمه‌عمری تقریباً برابر با ۱۱ دقیقه دارد— اختلافی تقریباً برابر با ۱ ساعت دارد، که این ایزوتوپ را از دیگر ایزوتوپ‌ها برای تحقیقات متمایز می‌سازد. اکثر ایزوتوپ‌های رادرفوردیم، به علت نزدیکی به جزیرهٔ پایداری از ایزوتوپ‌های عناصر دیگر همچون لارنسیم و نوبلیم پایدارتر هستند؛ و در این میان، ایزوتوپ‌هایی همچون رادرفوردیم-۲۶۷، به علت نزدیکی بیشتر به جزیرهٔ پایداری از نیمه‌عمری نسبتاً بالاتر در مقایسه با دیگر ایزوتوپ‌های رادرفوردیم برخوردار است.

## واژه‌نامه
1. ↑  Rutherfordium
2. ↑  Half life
3. ↑  Spontaneous fission
4. ↑  Darmstadtium
5. ↑  Island of stability
6. ↑  Lawrencium
7. ↑  Nobelium